# Eduard Sauerzopf
Eduard Sauerzopf (* 12. August 1930 in Stegersbach; † 3. April 2011 in Jennersdorf) war ein südburgenländischer Zeichner.

## Leben
Seine Kindheit verbrachte er in der kleinen Landwirtschaft seiner Eltern in Stegersbach-Bergen. Dort, so erinnert er sich aus Anlass seines 65. Geburtstags, „gab es nur äußerst selten etwas Bargeld, dafür aber wichtige Impulse für die Entwicklung, für Phantasie und Geist. Es gab viel zu lesen und anzuschauen.“
Nach der Lehrerbildungsanstalt in Strebersdorf (Matura 1949) war er als Lehrer in Rohr, Güssing und Neustift bei Güssing tätig; von 1955 bis zu seiner Pensionierung an der Hauptschule Jennersdorf. Als Mitarbeiter der ersten Stunde des Kulturvereins Neumarkt an der Raab (1968) gründete er das Künstlerdorf Neumarkt an der Raab und als Initiator der dortigen Musischen Sommerkurse reifte er vom Kunsterzieher zum Künstler und war seit 1978 Mitglied der Künstlergruppe Burgenland. Als Mitarbeiter beim Internationalen Kulturhistorischen Symposion Mogersdorf initiierte er die dortigen Kunstausstellungen bzw. internationale Schülerausstellungen im Dreiländereck Österreich-Ungarn-Slowenien.
Eduard Sauerzopf war als Illustrator für Bücher und Zeitungen bzw. Zeitschriften aktiv, z. B. für „Wortmühle“, „Volk und Heimat“ (heute „Kultur und Bildung“), „steirische berichte“. Seine Zeichnungen wurden im Inland u. a. im Museum des 20. Jahrhunderts in Wien, im Schloss Esterhazy sowie im ORF-Landesstudio in Eisenstadt und in den Burgenländischen Kulturzentren ausgestellt, im Ausland in Murska Sobota (Slowenien), Rom, Szentgotthard (Ungarn), Grenchen (Schweiz), Hamburg sowie Istanbul.
In die Literaturgeschichte ging Sauerzopf als „Dichters Dienstmann“ ein: Als solchen bezeichnete ihn Dietmar Grieser in seinem Buch „Schauplätze österreichischer Literatur“, weil er Peter Handke als „Cicerone und Berater, Manager und Chauffeur“ gedient habe, als dieser im Herbst 1968 in Neumarkt an der Raab seinen Roman Die Angst des Tormanns beim Elfmeter verfasste.
Eduard Sauerzopf verstarb am 3. April 2011 im Mutter Teresa Haus in Jennersdorf, wo er seine letzten Lebensjahre verbracht hatte.